# Rîjanî, Busk
Rîjanî (în ucraineană Рижани) este un sat în comuna Sokolivka din raionul Busk, regiunea Liov, Ucraina.

## Demografie
Componența lingvistică a localității Rîjanî
     Ucraineană (100%)
Conform recensământului din 2001, toată populația localității Rîjanî era vorbitoare de ucraineană (100%).